# Leptochloa neesii
Leptochloa neesii là một loài thực vật có hoa trong họ Hòa thảo. Loài này được (Thwaites) Benth. mô tả khoa học đầu tiên năm 1881.